# Ильзе (приток Окера)
Ильзе (нем. Ilse) — река в Германии, приток Окера.
Длина реки — 43 км, площадь бассейна — 290 км². Истоки реки находятся на высоте 900 м над уровнем моря на северном склоне горы Брокен на территории национального парка Гарц в Саксонии-Анхальт. Впадает Ильзе в реку Окер в Бёрсуме в земле Нижняя Саксония.
Населённые пункты на реке — Феккенштедт, Вассерлебен, Остервик, Хорнбург и Бёрсум.